# Línguas zapotecas

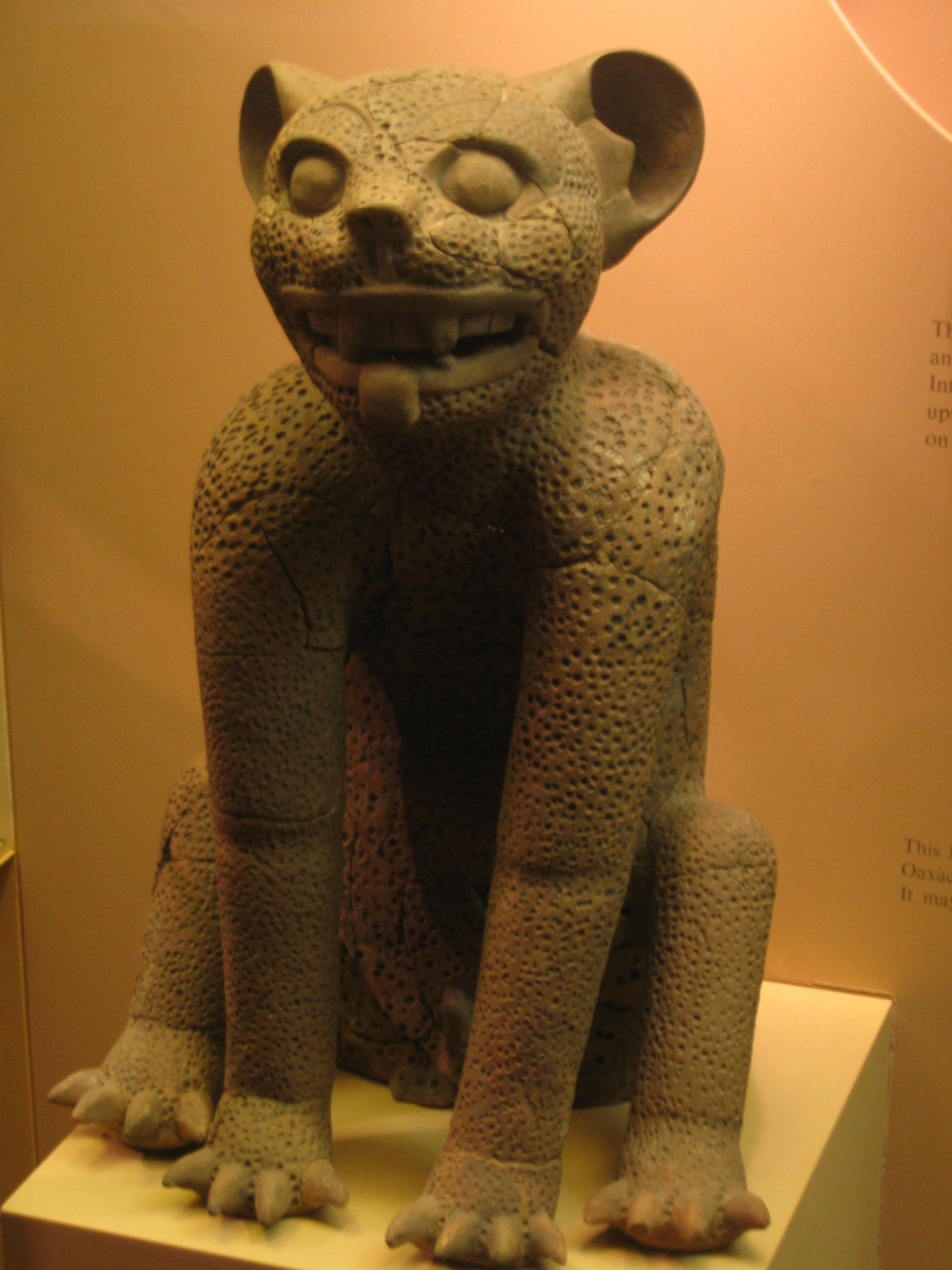
Estatua do Jaguar trouvé à Oaxac

A(s) Língua(s) Zapoteca(s)  é um grupo de Línguas mesoamericanas muito próximas entre si faladas pelos Zapotecas das regiões elevadas do centro-sudoeste do México. Hoje, estima-se que mais de 500 mil pessoas falem essas línguas, na sua maioria no estado do Oaxaca. Comunidades falantes de ‘’Zapoteca’’ podem ser encontradas também nos estados mais próximos como Puebla e  Guerrero. A emigração para os Estados Unidos de Zapotecas nativos resulta numa certa quantidade de falantes dessas línguas no país, em especial na Califórnia.

## Nome
O nome do próprio idioma Zapotec varia de acordo com a variante geográfica. Por  exemplo, em Juchitán (Istmo) é chamada Diidxazá [didʒaˈza],, em Mitla é Didxsaj [didʒˈsaʰ], em Zoogocho é Diža'xon [diʒaʔˈʐon], e em  Santa Catarina Quioquitani é Tiits Së [tiˤts sæ] A primeira parte dessas expressões é a palavra que significa "palavra" (Diid), por vezes reduzida para se adaptar à palavra composta.

## Classificação

### Externa
Zapotec e sua correlata Língua chatina forma juntas as Línguas Zapotecanas da família das Línguas Oto-mangueanas, as quais ainda se classificam como Línguas mesoamericas, numa convergência linguística que se desenvolveu por milênios de interação entre povos da América Central. Como consequência, os idiomas adquiriram características de línguas da área cujas gênesis eram diversas.

### Interna
Não há uma única Língua zapoteca. A divergência dos dialetos falados pelas diversas comunidades Zapotecas é grande e complicada. Muitas das variantes não são inteligíveis entre si, enquanto  que há outras com várias similaridades. Há, por vezes, grandes diferenças, com escassa inteligibilidade, mesmo entre comunidades hoje geograficamente bem próximas. Desse modo, as variantes não formam um "continuum" no seu senso estrito. A partir daí, o governo mexicano passou a reconhecer cerca de sessenta línguas Zapotecas.
As línguas e/ou dialetos Zapotecas podem ser agrupados em quatro grandes grupos geográficos:
- Zapoteco "de la Sierra Norte" - da região montanhosa de Oaxaca, e de "Sierra Madre" norte.
- Zapoteca do Vale de Oaxaca
- Zapoteco "de la Sierra Sur" - da região montanhosa sul de Oaxaca,  e de "Sierra Madre" Sul..
- Zapoteca do Istmo de Tehuantepec.

Há certas características que servem para classificar as variantes Zapotecas de forma independente das divisões geográficas. Uma dessas é a distinção entre raízes dissilábicas e monossilábicas. O proto-Zapoteca tinha raízes dissilábicas; a vogal da segunda sílaba pode ser qualquer uma das vogais da língua. Uma inovação que se apresenta em muitas das variantes Zapotecas é a perda (ainda que parcial) dessa vogal da segunda sílaba. A palavra para 'água' ilustra bem esse fato. Nas variantes mais conservadoras as vogal da segunda sílaba se mantém: /nisa/ em Zapotec do Istmo -  /inda/ em Zapoteca de Sierra de Juárez, por exemplo. Nas variantes mais novas, a vogal desapareceu: /nis/ em Zapotec Amatlán e Mitla Zapotec, por exemplo: A perda da vogal /i/ com frequência resultou em consoantes palatizadas; a perda da vogal /u/ muitas vezes resultou em constantes labializadas. Ver, por exemplo, a palavra "cão" nas variantes conservadoras (Istmo /beʔkuʔ/, Sierra de Juárez /bekuʔ/) e nas mais modernas (Amatlán /mbak/ e Mitla /bæʔkʷ/). Nesse caso particular , a palavra do Amatlán não apresenta consoante labializada no fim e, ao contrário, a palavra da variante mais recente, Yatzachi, mantém a vogal final: /bekoʔ/. Essas são as complexidades nas comparações entre diferentes formas do Zapoteca.
Outra característica que distingue as variantes Zapotecas é a presença ou não de contraste entre alveo-palatais fricativas e retroflexivas fricativas. As variantes mais modernas introduziram esse contraste que inexiste nas variantes mais conservadoras.

## Fonética

### Fortis / Lenis
Nas Línguas Zapotecas, a forma de consoantes  "fortis" corresponde tipicamente à característica de mudez, pouca sonoridade, e ainda extra-longas em sonorantes e em obstruentes. Por sua vez, a forma lenis corresponde a sonoridade com menores durações nas sonorantes e  obstruentes. Além disso, as vogais tônicas antes das consoantes lenis podem ser um pouco ou mesmo bem mais longas das que ficam antes de consoantes fortis.

### Consoantes retroflex
Em algumas variantes Zapotecas há contrastes entre as alveopalatais fricativas e as retroflez fricativas. Em outras, essa distinção desapareceu, mantendo-se uma ou outra, dependendo das palavras.

### Tons
As língua Zapotecas são tonais, como o são geralmente as Otomangueanas. Diferem em quantidade de tons contrastantes. Como exemplo, temos a língua Zapotecana Texmelucan Zapotec, com seus quatro tons constrastantes, três de contorno e um de nível.

### Fonação
As línguas Zapotecas apresentam diferenças entre vogais por fonações contrastiva. No mínimo apresentam vogais simples contrastando com larigealizações e sons mais crepitantes. Isso ocorre, por exemplo em Zapotaca Quioquitani. (Essas vogais são indicadas com uma glotal "stop"; como não há aqui um símbolo para isso, usa-se uma sobrescrita glotal "stop" com símbolo reverso). Outras têm contrastes entre vogais simples, laringealizadas "checked" (que soam com terminam numa glotal "stop"); Isso ocorre no Zapoteca do Istmo, por exemplo.  Outras apresentam contrastes entre esses tipos e as vogais mais respiratórias. Nesse caso está o Zapoteca Mitla Zapotec e o de San Lucas Quiaviní Zapotec.

### Tonicidade
Variedades descritas como apresentando várias tonicidades, como a do Istmo, têm essas tonicidade na penúltima sílaba da raiz. Os prefíxos e as clíticas não afetam essa regra. Muitas das variantes, porém, têm raízes monossilábicas e a acentuação cai nessa sílaba.

## Gramática
As línguas Zapotecas apresentam características bem váriaveis de gramática, conforme suas variantes. Características comuns a uma família de línguas (não necessariamente, porém, em todas as línguas) podem ser: extenso inventário de pronomes da terceira pessoa em função de classes de substantivos, tais como divindades, bebês, animais, objetos inanimados, etc. Há também distinções para a primeira pessoa do plural, que pode ser inclusiva (inclui com quem se fala) ou exclusiva (não inclui o interlocutor). Há muitas vezes indefinições quanto a singular ou plural.

### Ordem das palavras

#### Clausal
Em Zapotec a ordem das palavras é VSO (Verbo-Sujeito-Objeto). Ver exemplo a seguir de Zapoteca de San Dionisio Ocotepec  (Broadwell 2001):
| Ù-dììny              | Juáàny | bèʔcw. |
| completivo - atingir | Juan   | cão    |

'Juan atinge o cão'
Embora a ordem básica apresente o Verbo no início da sentença, todas as línguas Zapotecas apresentam posições "pré-verbais para indicar elementos de Tópico, Foco, Negação e/ou Interrogação. O exemplo a seguir se refere ao Zapoteca de Quiegolani (Black 2001) e mostra o elemento em "foco" e um Advérbio antes do Verbo:
| Laad | ʂ-unaa            | Dolf    | d͡ʒe | z-u                   | nga. |
| FOCO | POSSESSIVO-mulher | Rodolfo | já  | PROGRESSO-estar em pé | ali  |

‘A mulher de Rodolfo já se encontra ("em pé") ali.’
A posição pre-verbal para interrogativo é mistrada no exemplo abaixo, do Zapoteca de San Dionisio Ocotepec (Broadwell 2001). Trata-se uma mostra de palavras, formas, interrogativas
| Túú  | ù-dììny              | bè'cw? |
| quem | completivo - atingir | cão    |

'Quem atingiu o cão?'

#### Ordem das palavras - outros exemplos
O substantivo que é de posse de alguém precede quem o possui, conforme ocorre nas línguas onde a palavra principal fica no início:
| /betswiˤn/      | bæˤd  |
| irmão mais novo | Pedro |

‘Irmão mais novo de Pedro’ (Mitla Zapotec)
| niˤ | bæˤd  |
| pé  | Pedro |

‘Pé de Pedro’ (Mitla Zapotec)
O substantivo precede uma sentença resumida, o que é outro modo de indicar o possessor para o caso de substantivos que não são natural nem obviamente possuídos:
| biˈsjaˤ | [ ʃten  | bæˤd ]  |
| feijão  | [ posse | Pedro ] |

‘Feijão do Pedro’ (Mitla Zapotec)
| ʐoaʔ  | [ dʒeʔ | bed ]   |
| milho | [ of   | Pedro ] |

‘Milho de Pedro’ (Zoogocho Zapotec)
O exemplo acima também ilustra que as línguas Zapotecas apresentam frases preposicionais, o que ocorre nas línguas de núcluo principal no início.
Numerais quantificadores, incluindo os números e também a palavra um usada como artigo indefinido, também precedem o substantivo.
| tjoʔp | beʰnː  |
| duas  | pessoa |

‘duas pessoas’ (Mitla Zapotec)
Demonstrativos, incluindo os que significam algo já mencionado (em algumas variantes), o qual muitas vezes é traduzível como artigo definido, ficam sempre no fim da frase (assim, por vezes são escritos como sufixos). 
| niˈgiˤ | ɾe   |
| homem  | este |

‘este homem’ (Mitla Zapotec)
Adjetivos descritivos ficam depois do Substantivo e quando ocorrem carregam a maior acentuação, a ênfase, da sentença. Assim, o substantivos perdem algumas caracteríticas de fonação. Observe-se a perda da característica respiratória da palavra /beʰnː/ no exemplo a seguir:
| benː   | sjoˤl |
| pessoa | alta  |

‘pessoa alta’ (Mitla Zapotec)

### Morfologia verbal

#### Passiva
Poucas das variantes Zapotecas têm morfologia passiva, por meio de prefixo no verbo. Por exemplo, em Zapoteca Texmelucan a raiz /o/ 'comer' tem como raiz passiva /dug-o/ 'ser comido', com o prefixo apassivador /dug-/. Em muitos outros casos, os pares de verbos transitivos-intransitivos são descritos apropriadamente como causativos versus não-causativos e não como pareas de transaistivos-passivos.

#### Causativa
A maioria ou talvez todas variantes das línguas Zapotecas apresentam pares de verbos intransitivo-transitivos que são analisáveis como causativos / não-causativos. A derivação pode ser óbvia ou ainda não depender dos sons envolvidos. Nos casos mais simples, a forma causativa é facilmente percebível com um prefixo, cognato com /s-/ ou com /k-/. Isso, porém, pode requerer o uso da vogal temática /u/, como nos exemplo a seguir da Zapotaca Mitla.
| Raiz do verbo Base | Indicador - Causativo                            |
| ------------------ | ------------------------------------------------ |
| /juʔ/ ‘entrar’     | /u-s-juʔ/ ‘colocar dentro' (i.e. 'fazer entrar') |
| /ja/ ‘ser limpo’   | /u-s-ja/ ‘limpar' (i.e., 'fazer ficar limpo')    |

Deixando de lado as análises abstratas, como a consideração de que há um prefixo /k-/ "subjacente" que causa mudanças perceptíveis, os seguintes exemplos podem ilustrar os tipos de pares de "Não-causativo / causativo": (Verbos Intransitivos Básicos são mais comuns do que verbos Transitivos Básicos, como ocorre em muitas línguas) A presença da vogal temática /u-/ deve ser percebida nos verbos causativos que, em alguns casos, é a única diferença entre os verbos.  Um exemplo de dupla causativa é incluído aqui a seguir, o que não é possível em todas as variantes. 
| Raiz do verbo Base         | Indicador - Causativo   |
| -------------------------- | ----------------------- |
| /ʒiˤ/ ‘ser apertado’       | /u-ʃiˤ/ ‘apertar’       |
| /deʰb/ ‘ser embrulhado’    | /u-teʰb/ ‘embrulhar’    |
| /niʰt/ ‘perder-se’         | /u-nniʰt/ ‘perder’      |
| /liˤb/ ‘ser amarrado’      | /u-lliˤb/ ‘amarrar’     |
| /dzukaʰ/ ‘ser jogado fora’ | /u-tsukaʰ/ ‘jogar fora’ |
| /kaˈduˤ/ ‘ser amarrado’    | /u-k-waˈduˤ/ ‘amarrar’  |
| /uʔtʃ/ ‘ser misturado’     | /u-g-uʔtʃ/ ‘misturar’   |

#### Inflexão por aspecto
Verbos Zapotecas declinam com Prefixos que marcam aspecto gramatical. Em todas as variantes estão três aspectos: Habitual, Potencial e Completivo. O Zapoteca de San Lucas Quiaviní tem sete aspectos: habitual, perfeito, não realizado (potencial), progressivo, definido (completivo), subjuntivo e neutro.
A forma da raiz afeta o modo de conjugação dos verbos. Por exemplo, raízes de verbos iniciando por consoantes apresentam conjugação diferente das raízes iniciando por vogais; verbos causatiovos têm conjugação diferentes do verbos simples. As vogais que são prefixos podem desaparecer ou ter amálgamas com a vogal da raiz. Podem ser encontradas vogais ou consoantes inseridas no meio da raiz para marcar aspectos, alterando por vezes as vogais da raiz. Ver a seguir alguns exemplos das inflecções por aspecto do Zapotaca Mitla.
| habitual  | não-real   | continuativo | potencial  | futuro definido | completivo |                      |
| --------- | ---------- | ------------ | ---------- | --------------- | ---------- | -------------------- |
| /ɾ-baʰnː/ | /ni-baʰnː/ | /ka-baʰnː/   | /gi-baʰnː/ | /si-baʰnː/      | /bi-baʰnː/ | ' acordar'           |
| /ɾ-aʰdʒ/  | /nj-aʰdʒ/  | /kaj-aʰdʒ/   | /g-adʒ/    | /s-aʰdʒ/        | /guʰdʒ/    | 'secar (ficar seco)' |
| /ɾ-uʰn/   | /nj-uʰn/   | /kaj-uʰn/    | /g-uʰn/    | /s-uʰn/         | /b-eʰn/    | 'fazer, executar'    |

## Escrita
As línguas Zapotecas utilizam o Alfabeto latino, que lhes foi ensinado por Missionários.
- As vogais são a, e, i, o, u mais o y
- Entre as consoantes não há f, k, v, w, nem h e q sozinhos. Esses vêm sempre antes de um u: hu, qu
- Há o ñ do espanhol e o apóstrofo.
- São usados os grupos de letras: tz, xh, ch, cu, dx, nu

## Léxico comparativo
As similaridades entre as línguas zapotecas e a Língua chatina podem ser bem perecebida nos numerais:
| Variante                       | um        | dois    | tres         | quatro   | cinco   | seis   | sete    | oito   | nove | dez  |
| ------------------------------ | --------- | ------- | ------------ | -------- | ------- | ------ | ------- | ------ | ---- | ---- |
| Zapoteca setentrional (Xhon)   | to        | chope   | shone        | tape     | gayo'   | xope   | gaze    | xono'  | ga   | chi  |
| Zapoteca do Istmo (Juchitán)   | tobi      | tʃupa   | tʃonːa       | tapa     | gaʔjuʔ  | ʃoʔpaʔ | gadʒe   | ʃono   | gaʔ  | tʃiʔ |
| Zapoteco de Mitla              | teʰ, teʔb | tjoʔp   | tʃonː        | taʰp     | gaiʔ    | ʃoʔp   | gaʰdz   | ʃuʰnː  | gaʔ  | tsuʔ |
| Zapoteco da San Pedro Quiatoni | toʰb      | tʃop    | tsoʰn        | tap      | gæʔj    | ʃo'p   | gaʰdz   | ʃuʰn   | gaʔ  | tʃiʔ |
| Zapoteca da Sierra de Juárez   | tu, tubi  | tʃupá   | tsunːá       | tapa     | gàjuʔ   | ʂupá   | gatsì   | ʂunúʔ  | gà   | tsìʔ |
| Zapoteca de Zoogocho           | to        | tʃop    | ʃonːe, jonːe | tap, dap | gajoʔ   | ʂop    | gaʒe    | ʂonoʔ  | ga   | ʃi   |
| Chatino da zona alta           | ska23     | tukwa32 | snã32        | hakwa23  | ki'yu32 | skwa32 | kati21  | snũ23  | kaa2 | tii2 |
| Proto-zapoteca                 | *tobi     | *tjop-  | *tson-       | *tap-    | *gayoʔ  | *šopa  | *ga'tsi | *šonoʔ | *gaʔ | *tsi |
| Proto-zapotecano               |           | *tukw-  | *tsna-       | *takw-   | *kayuʔ  | *skwa  | *ka'ti  | *snu   | *kaʔ | *tii |

Na lista acima os acentos e os numeros sobrepostos indicam o Tom.

## Amostra de texto
Zapotec (Güilá)
Ra'ta ra bu:unny ra:aaly liebr cëhnn te'bloh deree'ch cëhnn dignidaa. Ra:alyne:erih gahll ri:e:eny cëhnn saalyb, chiru' na:a pahr ga:annza'crih loh sa'rih. 
Zapotec, Miahuatlán
Diti mien ndied xa yent kuan nkie xa nak rieti xa diba xa rola. 
Tradução
Todos seres humanos nascem livre e iguais em dignidade e direito. São providos de razão e de consciência, devendo agir uns com os outros num espírioto de fraternidade.
(Artigo 1 - Declaração Universal dos Direitos Humanos)

### Dicionários e Gramáticas
- Alleman, Vera Mae, compiler. 1952. Vocabulario zapoteco del Rincón.‭ Mexico City: Instituto Lingüístico de Verano.
- Bartholomew, Doris A. 1983. Grammatica Zapoteca, in Neil Nellis and Jane Goodner Nellis Diccionario Zapoteco de Juarez Instituto Lingüístico de Verano. Mexico.
- Black, Cheryl A. 2000. Quiegolani Zapotec Syntax: A Principles and Parameters Account. SIL International and University of Texas at Arlington.
- Briggs, Elinor. 1961. Mitla Zapotec grammar.‭ Mexico City: Instituto Lingüístico de Verano and Centro de Investigaciones Antropológicas de México.
- Butler, Inez M. 1980. Gramática zapoteca: Zapoteco de Yatzachi el Bajo. Gramáticas de Lenguas Indígenas de México, 4. Mexico: Instituto Lingüístico de Verano.
- Butler, Inez M., compiler. 1997. Diccionario Zapoteco de Yatzachi: Yatzachi el bajo, Yatzachi el alto, Oaxaca. Serie de vocabularios y diccionarios indígenas "Mariano Silva y Aceves", 37. Tucson, AZ: Instituto Lingüístico de Verano.
- Córdova, Fr. Juan de. 1886 [1578a]. Arte del idioma zapoteco. Morelia: Imprenta del Gobierno.
- Córdova, Fr. Juan de. 1987 [1578b]. Vocabulario en lengua çapoteca. México: Ediciones Toledo (INAH).
- Junta Colombina de México. 1893. Vocabulario castellano - zapotec. Mexico City : Oficina Tipográfica de la Secretaría de Fomento.
- Long C., Rebecca & Sofronio Cruz M., compilers. 1999. Diccionario Zapoteco de San Bartolomé Zoogocho Oaxaca.‭ Coyoacán D.F.: Instituto Lingüístico de Verano. .
- López, Filemón & Ronaldo Newberg Y. 2005. La conjugación del verbo zapoteco: zapoteco de Yalálag.‭  2nd ed. Instituto Lingüístico de Verano. * Méndez S., Pedro, compiler, & others. 2004. Diccionario zapoteco; Zapoteco de San Pablo Yaganiza, Oaxaca.‭ Mexico City: Instituto Lingüístico de Verano.
- Munro, Pamela, and Felipe H. Lopez, with Olivia V. Méndez [Martínez], Rodrigo Garcia, and Michael R. Galant. 1999. Di'csyonaary X:tèe'n Dìi'zh Sah Sann Lu'uc (San Lucas Quiaviní Zapotec Dictionary / Diccionario Zapoteco de San Lucas Quiaviní). Los Angeles: (UCLA) Chicano Studies Research Center Publications.
- Nellis, Neil and Jane Goodner Nellis. 1983. Diccionario Zapoteco de Juarez. Instituto Lingüístico de Verano. Mexico.
- Pickett, Velma B. and others. 1959. Vocabulario zapoteco del Istmo : Castellano zapoteco, zapoteco-castellano. Serie de vocabularios indígenas "Mariano Silva y Aceves", 3. Mexico: Instituto Lingüístico de Verano. [2nd ed., revised and enlarged (1965); republished (1968, 1971)]. Fifth edition (2007) available on-line: .
- Pickett, Velma B., Cheryl A. Black and Vicente Marcial C. 2001. Gramática Popular del Zapoteco del Istmo. 2nd edition. Instituto Lingüístico de Verano; Tucson, Arizona. [Online: http://www.sil.org/mexico/zapoteca/istmo/G023a-GramaticaZapIstmo-ZAI.htm.]
- Ruegsegger, Manis & Jane Ruegsegger. 1955. Vocabulario zapoteco del dialecto de Miahuatlán del Estado de Oaxaca.‭ Mexico City: Instituto Lingüístico de Verano.
- Sonnenschein, Aaron Huey. 2005. A descriptive grammar of San Bartolomé Zoogocho Zapotec. Munich: Lincom Europa.
- Stubblefield, Morris and Carol Stubblefield. 1991. Diccionario Zapoteco de Mitla. Instituto Lingüístico de Verano, Mexico.

### Teses e Dissertações
- Avelino, Heriberto. 2004. Topics in Yalálag Zapotec, with particular reference to its phonetic structures. UCLA Ph.D. dissertation.
- Esposito, Christina M. 2002. Santa Ana del Valle Zapotec Phonation. M.A. thesis, UCLA.
- Foreman, John. 2006. The Morphosyntax of Subjects in Macuiltianguis Zapotec. Ph.D. Dissertation, UCLA.
- Galant, Michael R. 1998. Comparative Constructions in Spanish and San Lucas Quiaviní Zapotec. Ph.D. Dissertation, UCLA.
- Gibbs, William P. 1977. Discourse elements in Sierra de Juarez Zapotec.‭ M.A. thesis. University of Texas at Arlington.
- Heise, Jennifer Lynn. 2003. Participant reference and tracking in San Francisco Ozolotepec Zapotec.‭ M.A. thesis. Graduate Institute of Applied Linguistics.
- Jensen de López, Kristine M. 2002. Baskets and Body-Parts. Ph.D. dissertation, Aarhus University.
- Lee, Felicia A. 1999. Antisymmetry and the Syntax of San Lucas Quiaviní Zapotec. Ph.D. dissertation, UCLA.
- Lillehaugen, Brook Danielle. 2003. The Categorial Status of Body Part Prepositions in Valley Zapotec. M.A. thesis, UCLA. (online pdf: http://www.linguistics.ucla.edu/people/grads/lillehaugen/Lillehaugen%202003.pdf)
- Lillehaugen, Brook Danielle. 2006. Expressing Location in Tlacolula Valley Zapotec. Ph.d. dissertation, UCLA.
- MacLaury, Robert E. 1970. Ayoquesco Zapotec: Ethnography, phonology, and lexicon. MA thesis, University of the Americas.
- Méndez [Martínez], Olivia V. 2000. Code-Switching and the Matrix Language Model in San Lucas Quiaviní Zapotec. M.A. thesis, UCLA.
- Pickett, Velma B. 1959. The grammatical hierarchy of Isthmus Zapotec.‭ Ph.D. dissertation, University of Michigan.
- Reeck, Roger. 1991. A trilingual dictionary in Zapotec, English and Spanish. MA thesis, Universidad de las Américas-Puebla.
- Riggs, David B. 1991. A comparative grammar of English for Zapotec speakers (Gramática comparativa inglés-zapoteco).‭ M.A. thesis. Universidad de las Américas.
- Sonnenschein, Aaron Huey. 2004. A Descriptive Grammar of Zoogocho Zapotec on a Typological Basis. University of Southern California Ph.D. dissertation.

### Livros
- de Feria, Fray Pedo. 1567. Doctrina Christiana en lengua castellana y zapoteca.
- Galant, Michael René. 2006. Comparative Constructions in Spanish and San Lucas Quiavini Zapotec (LINCOM Studies in Language Typology 15). Lincom Europa: München.
- Jiménez Girón, Eustaquio. 1980. Guía gráfico-fonémica para la escritura y lectura del zapoteco. Juchitán, Oaxaca: Vitoria Yan.
- Jiménez Jiménez, Enedino & Vicente Marcial Cerqueda. 1997. Neza diidxa': ni gacané binnihuaniisi gu'nda', gucaa ne güi' diidxazá (Vocabulario zapoteco: auxiliar del modelo pedagógico de diálogo cultural y alfabetización). Juchitán, Oaxaca: Centro de Investigación y Desarrollo Binnizá.
- Liga Bíblica, La [Jones, Ted, et al.]. 1995. Xtiidx Dios Cun Ditsa (El Nuevo Testamento en el zapoteco de San Juan Guelavía y en español).
- Munro, Pamela, Brook Danielle Lillehaugen and Felipe H. Lopez. In preparation. Cali Chiu? A Course in Valley Zapotec. ms.: UCLA / UNAM.

### Textos
- Butler, Inez M. 1982. Un relato de la hechicería en los pueblos zapotecos de la sierra en el distrito de Villa Alta.‭ Tlalocan 9: 249-55.
- Nellis, Donald G. 1979. The old woman and the town authorities: Cajonos Zapotec. In: Linda K. Jones (ed.) Discourse studies in Mesoamerican languages 2: Texts, 181-208. Dallas: Summer Institute of Linguistics and the University of Texas at Arlington.
- Olson, Donald. 1970. The earthquake in Ocotlán: Three texts in Zapotec. Tlalocan 6: 229-39.
- Persons, David. 1979. Rabbit, coyote, and skunk; When people die: Lachixio Zapotec. In: Linda K. Jones (ed.) Discourse studies in Mesoamerican languages 2: Texts, 211-23. Dallas: Summer Institute of Linguistics and the University of Texas at Arlington.
- Rendón, Juan José. 1995. El tlacuache y el coyote en zapoteco. In: Juan José Rendón (ed.) Diversificación de las lenguas zapotecas. Mexico City: Instituto Oaxaqueño de las Culturas, Centro de Investigaciones y Estudios Superiores de Antropología Social.
- Speck, Charles H., compiler. 1998. Zapotec oral literature; El folklore de San Lorenzo Texmelucan. Dallas: Summer Institute of Linguistics.
- Stubblefield, Morris & Carol Stubblefield. 1969. The story of Läy and Gisaj: a Zapotec sun and moon myth.‭ Tlalocan 6: 46-62.
- Stubblefield, Morris & Carol Stubblefield, compilers. 1994. Mitla Zapotec texts. Dallas: Summer Institute of Linguistics.

### Material adicional

#### Fonética
- Bickmore, Lee S. and George A. Broadwell. 1998. High tone docking in Sierra Juárez Zapotec.   International Journal of American Linguistics, 64:37-67.
- Jones, Ted E., and Lyle M. Knudson. 1977. "Guelavía Zapotec Phonemes". Studies in Otomanguean Phonology, ed., William R. Merrifield, pp. 163-80. [Dallas/Arlington]: SIL / University of Texas, Arlington.
- Merrill, Elizabeth D. 2008. Tilquiapan Zapotec. Journal of the International Phonetic Association 38(1): 107-114.
- Pickett, Velma B., María Villalobos Villalobos, and Stephen A. Marlett. 2008. Zapoteco del Istmo (Juchitán). Ilustraciones fonéticas de lenguas amerindias, ed. Stephen A. Marlett. Lima: SIL International y Universidad Ricardo Palma. http://www.lengamer.org/publicaciones/trabajos/zapoteco_del_istmo_afi.pdf
- Rendón, Juan José. 1970. Notas fonológicas del Zapotec de Tlacochahuaya. Anales de Antropología, vol. 7. Mexico City: UNAM.
- Ward, Michael, Emiliano Zurita Sánchez, and Stephen A. Marlett. 2008. Zapoteco de Santa Catarina Quioquitani. Ilustraciones fonéticas de lenguas amerindias, ed. Stephen A. Marlett. Lima: SIL International y Universidad Ricardo Palma. http://lengamer.org/publicaciones/trabajos/zapoteco_de_Quioquitani_afi.pdf

#### Morfologia e sintaxe
- Black, Cheryl A.; H. Andrew Black; and Stephen A. Marlett (eds.) The Zapotec Grammar Files. http://www.sil.org/mexico/WorkPapers/WP001i-ZapotecGrammarFiles.htm
- Broadwell, George A. 2001. "Optimal order and pied-piping in San Dionicio Zapotec." In Peter Sells, ed. Formal and Empirical Issues in Optimality Theoretic Syntax, pp. 197-123. Stanford: CSLI Publications.
- Broadwell, George A. 2005. The morphology of Zapotec pronominal clitics.in Rosemary Beam de Azcona and Mary Paster, eds. Survey of California and Other Indian Languages, Report 13: Conference on Otomanguean and Oaxacan Languages, pp. 15-35. University of California at Berkeley.
- Butler, Inez M. 1976. "Reflexive constructions of Yatzachi Zapotec." International Journal of American Linguistics 42: 331-37.
- Butler, Inez M. 1976. "Verb classification of Yatzachi Zapotec.‭" SIL Mexico Workpapers 2: 74-84.
- Earl, Robert. 1968. "Rincon Zapotec clauses.‭" International Journal of American Linguistics 34: 269-74.
- Jones, Ted E., and Ann D. Church. 1985. "Personal pronouns in Guelavía Zapotec". S.I.L.-Mexico Workpapers 7: 1-15.
- Lee, Felicia A. In press. "On the Absence of Quantificational Determiners in San Lucas Quiaviní Zapotec." To appear in L. Matthewson, (ed.) Quantification: Universals and Variation. Elsevier.
- Lee, Felicia A. n.d. "Modality and the Structure of Tense in Zapotec." In B. Bruening, (ed.), Proceedings of SCIL 8. Cambridge: MITWPL.
- Lee, Felicia A. n.d. "Pseudo-quantification in Possessives." In C. Pye, (ed.),  Proceedings of the Mid-America Linguistics Conference. Lawrence: The University of Kansas.
- Lee, Felicia A. n.d. "Focus and Judgment Type in San Lucas Quiaviní Zapotec." In M. Juge and J. Moxley, (eds.), Proceedings of BLS 23. Berkeley: Berkeley Linguistic Society.
- Lee, Felicia A. n.d. "The Predicational Nature of Clefts: Evidence from Zapotec." In  K. Singer, R. Eggert, and G. Anderson, (eds.), Proceedings of CLS 33. Chicago: The Chicago Linguistic Society.
- Lee, Felicia A. n.d. "Three Question Markers in San Lucas Quiaviní Zapotec." To appear in Anthropological Linguistics.
- Lee, Felicia A. 1995. "Aspect, Negation, and Temporal Polarity in Zapotec." In B. Agbayani and S.-W. Tang, (eds.), Proceedings of WCCFL  15. Stanford: CSLI.
- Lee, Felicia A. 1996. "Focus in the Future and the Thetic/Categorical Distinction." In  V. Samiian, (ed.), Proceedings of WECOL 96. Fresno: California State University, Fresno.
- Lee, Felicia A. 1997. "Evidence for Tense in a 'Tenseless' Language." In P. Tamagi, M. Hirotani, and N. Hall, (eds.),  Proceedings of NELS 29. Amherst: GLSA.
- Lee, Felicia A. 2000. "VP Remnant Movement and VSO in Quiaviní Zapotec." In A. Carnie and E. Guilfoyle (editors), The Syntax of Verb Initial Languages, Oxford: Oxford University Press.
- Lee, Felicia A. 2000. "Relative Clauses Without Wh-Movement." In M. Kim and U. Strauss, (eds.), Proceedings of NELS 31. Amherst: GLSA.
- Lee, Felicia A. 2001. "WH and Focus Are Not the Same Projection." In K. Megerdoomian and L. Bar-El, (eds.), Proceedings of WCCFL  20. Somerville: Cascadilla Press.
- Lee, Felicia A. 2001. "Anaphoric R-Expressions: Bound Names as Bound Variables." In M. Hirotani, (ed.),  Proceedings of NELS 32. Amherst: GLSA.
- Lee, Felicia A. 2002 "Anaphoric R-Expressions as Bound Variables." Proceedings of BLS 28.
- Lee, Felicia A. 2003. "Anaphoric R-Expressions as Bound Variables." Syntax. 6, 1: 84-114. Blackwell Publishing.
- Lee, Felicia A. 2005. "Clause-Fronting and Clause-Typing in San Lucas Quiaviní Zapotec."   In  Andrew Carnie, Heidi Harley, Sheila Dooley Collberg (eds) Verb First, John Benjamins Publishers, Philadelphia/Amsterdam.
- Lee, Felicia A. 2006. Remnant Raising and VSO Clausal Architecture: A Case Study from San Lucas Quiaviní Zapotec. Springer.
- Lillehaugen, Brook Danielle. 2003. "The Acquisition of Body Part Prepositions in Valley Zapotec Languages." Proceedings from the First Conference on Indigenous Languages of Latin America, (online proceedings https://web.archive.org/web/20070811232145/http://www.ailla.utexas.org/site/cilla1_toc.html), University of Texas, Austin.
- Lillehaugen, Brook Danielle. 2004. "The Syntactic and Semantic Development of Body Part Prepositions in Valley Zapotec Languages," pp. 69 – 92, Proceedings from the sixth Workshop on American Indigenous Languages, Santa Barbara Papers in Linguistics, vol. 14, Jeanie Castillo (ed.). (pdf online http://www.linguistics.ucla.edu/people/grads/lillehaugen/Lillehaugen2003WAIL.pdf)
- Munro, Pamela. 2002. "Hierarchical Pronouns in Discourse: Third Person Pronouns in San Lucas Quiaviní Zapotec Narratives". Southwest Journal of Linguistics 21: 37-66.
- Lyman, Larry. 1964. The verb syntagmemes of Choapan Zapotec. Linguistics 7: 16-41.
- Marlett, Stephen A. 1993. Zapotec pronoun classification. International Journal of American Linguistics 59: 82-101.
- Marlett, Stephen A. & Velma B. Pickett. 1996. El pronombre inaudible en el zapoteco del Istmo.‭ In Zarina Estrada Fernández, Max Figueroa Esteva & Gerardo López Cruz (eds.) III Encuentro de Lingüística en el Noroeste, 119-150. Hermosillo, Sonora: Editorial Unison.
- Operstein, Natalie. 2002. "Positional Verbs and Relational Nouns in Zaniza Zapotec," pp. 60-70. Proceedings from the fourth Workshop on American Indigenous Languages, Santa Barbara Papers in Linguistics, vol 11.
- Rojas, Rosa Maria. to appear. "La predicación secundaria en el zapoteco de Santa Ana del Valle, Oax." por aparecer en Memorias del Primer Coloquio "Leonardo Manrique", México: INAH.
- Rojas, Rosa Maria. 2001. "La formación de palabras desde el punto de vista del contenido en lenguas zapotecas: la modificación y el desarrollo" en Dimensión Antropológica, vol. 21, 2001.
- Speck, Charles H. 1994. Texmelucan Zapotec verbs.‭ Work Papers of the Summer Institute of Linguistics, University of North Dakota Session 38: 125-29
- Speck, Charles H. 1994. The existential use of positional verbs in Texmelucan Zapotec.‭ Work Papers of the Summer Institute of Linguistics, University of North Dakota Session 38: 75-86.
- Speck, Charles H. & Velma B. Pickett. 1976. Some properties of the Texmelucan Zapotec verbs go, come, and arrive.‭ International Journal of American Linguistics 42: 58-64.

#### Análise de discurso
- Benton, Joseph P. 1987. Clause and sentence-level word order and discourse strategy in Chichicapan Zapotec oral narrative discourse. SIL Mexico Workpapers 9: 72-84.
- Benton, Joseph P. 1997. Aspect shift in Chichicapan Zapotec narrative discourse. SIL Mexico Workpapers 12: 34-46.
- Hopkins, Mary L. 1995. "Narrative peak in Xanaguía Zapotec." SIL Mexico Workpapers 11: 17-36.
- Kreikebaum, Wolfram. 1987. Fronting and related features in Santo Domingo Albarradas Zapotec. SIL Mexico Workpapers 9: 33-71.
- Long, Rebecca. 1985. Topicalization in Zoogocho Zapotec expository discourse.‭ SIL Mexico Workpapers 7: 61-100.
- Lyman, Rosemary. 1977. Participant identification in Choapan Zapotec. ‭Work Papers of the Summer Institute of Linguistics, University of North Dakota 21: 115-31.
- (de) Martinez, Valerie. 1995. Who’s who in Quiatoni Zapotec narratives. SIL Mexico Workpapers 11: 37-46.
- Newberg, Ronald. 1987. Participant accessibility in Yalálag Zapotec. SIL Mexico Workpapers 9: 12-25.
- Olive, Julie Nan. 1995. Speech verbs in Xanaguía Zapotec narrative. SIL Mexico Workpapers 11: 47-52.
- Piper, Michael J. 1995. The functions of ‘lëë’ in Xanica Zapotec narrative discourse with some implications for comparative Zapotec. SIL Mexico Workpapers 11: 67-78.
- Riggs, David B. 1987. Paragraph analysis for Amatlán Zapotec. SIL Mexico Workpapers 9: 1-11.
- Thiessen, Grace. 1987. The functions of the clitic -ha in Western Ixtlán Zapotec. SIL Mexico Workpapers 9: 85-100.
- Ward, Michael. 1987. A focus particle in Quioquitani Zapotec. SIL Mexico Workpapers 9: 26-32.

#### Geral e diversos
- Broadwell, George A. 2005. Zapotecan languages.  Encyclopedia of Language and Linguistics, 2nd edition. Elsevier.
- Butler, Inez M. 1985. "Event prominence in Zoogocho Zapotec narrative discourse.‭" SIL Mexico Workpapers 7: 16-60.
- Lopez, Felipe H., and Pamela Munro. 1998. The United Nations' Universal Declaration of Human Rights translated into San Lucas Quiaviní Zapotec. http://www.unhchr.ch/udhr/lang/ztu1.htm
- Lopez, Felipe H., and Pamela Munro. 1999. "Zapotec Immigration: The San Lucas Quiaviní Experience". Aztlan. 24, 1: 129-149.
- Munro, Pamela. 1996. "Making a Zapotec Dictionary". Dictionaries 17: 131-55.
- Munro, Pamela. 2003. "Preserving the Language of the Valley Zapotecs: The Orthography Question." Presented at Language and Immigration in France and the United States: Sociolinguistic Perspectives. University of Texas. Available online at https://web.archive.org/web/20051205080837/http://www.utexas.edu/cola/france-ut/archives2003.html.
- Nellis, Jane G. 1947. Sierra Zapotec forms of address, International Journal of American Linguistics 13: 231-32.
- Persons, Jan A. 1997.  High pitch as a mark of respect in Lachixío Zapotec. Work Papers of the Summer Institute of Linguistics, University of North Dakota 41: 59-60. [Online: http://www.und.nodak.edu/dept/linguistics/wp/1997Persons.PDF]
- Robinson, Dow F. 1963. Field notes on Coatlán Zapotec.‭ Hartford, CN: Hartford Seminary Foundation.